# Eisbach, Graz-Umgebung
Eisbach là một đô thị thuộc huyện Graz-Umgebung bang Steiermark, nước Áo. Đô thị Eisbach, Graz-Umgebung có diện tích 41,45 km², dân số thời điểm cuối năm 2001 là 2903 người.